# 594913 ꞌAylóꞌchaxnim
594913 ꞌAylóꞌchaxnim eller 2020 AV2 är en asteroid som upptäcktes den 4 januari 2020 av Zwicky Transient Facility vid Palomar-observatoriet. ꞌAylóꞌchaxnim betyder Venus tjej på urinvånarna Luiseño språk.
Asteroiden har hela sin omloppsbana innanför planeten Venus omloppsbana.
Den tillhör asteroidgruppen Atira.